# جوزيف بروسارد
جوزيف بروسارد هو عسكري كندي، ولد في 1702 في Port-Royal National Historic Site ‏ في كندا، وتوفي في 1765 في سانت مارتنفيل في الولايات المتحدة.